# The Young Stranger
The Young Stranger is een  Amerikaanse dramafilm uit 1957 onder regie van John Frankenheimer.

## Verhaal
Hal Ditmar is de tienerzoon van een rijke filmproducent. In een bioscoopzaal raakt hij verwikkeld in een gevecht met de eigenaar. De autoriteiten noch zijn ouders geloven dat Hal uit zelfverdediging heeft gehandeld. De politie denkt dat hij een potentiële crimineel is, maar in werkelijkheid ligt het probleem bij de opvoeding van Hal.

## Rolverdeling
| Acteur          | Personage         |
| --------------- | ----------------- |
| James MacArthur | Hal Ditmar        |
| Kim Hunter      | Helen Ditmar      |
| James Daly      | Tom Ditmar        |
| James Gregory   | Brigadier Shipley |
| Whit Bissell    | Bioscoopeigenaar  |
| Jeffrey Silver  | Jerry Doyle       |
| Jack Mullaney   | Verwarde jongen   |
| Tom Pittman     | Lynn Spears       |
| Charles Davis   | Rechercheur       |